# Prozercon
Prozercon es un género de ácaros perteneciente a la familia Zerconidae.

## Especies
Prozercon Sellnick, 1943
- Prozercon achaeanus Ujvari, 2011[2]
- Prozercon artvinensis Urhan & Ayyildiz, 1996
- Prozercon bircanae Urhan, 1998
- Prozercon boyacii Urhan & Ayyildiz, 1996
- Prozercon bulbiferus Ujvari, 2011[2]
- Prozercon cambriensis Skorupski & Luxton, 1996
- Prozercon carpathicus Balan & Sergienko, 1990
- Prozercon carsticus Halaskova, 1963
- Prozercon changbaiensis Bei, Shi & Yin, 2002
- Prozercon demirsoyi Urhan & Ayyildiz, 1996
- Prozercon denizliensis Urhan, 2002
- Prozercon dominiaki Blaszak, 1979
- Prozercon dramaensis Ujvari, 2011[2]
- Prozercon escalai Moraza, 1990
- Prozercon fimbriatus (C.L.Koch, 1839)
- Prozercon graecus Ujvari, 2011[2]
- Prozercon juanensis Moraza, 1990
- Prozercon kafkasoricus Urhan, 1998
- Prozercon kamili Urhan & Ayyildiz, 1996
- Prozercon kochi Sellnick, 1943
- Prozercon kunsti Halaskova, 1963
- Prozercon kurui Urhan, 1998
- Prozercon luxtoni Urhan & Ayyildiz, 1996
- Prozercon mersinensis Urhan, 1998
- Prozercon micherdzinskii Blaszak, 1978
- Prozercon morazae Ujvari, 2011[2]
- Prozercon norae Ujvari, 2011[2]
- Prozercon orhani Urhan & Ayyildiz, 1996
- Prozercon ornatus (Berlese, 1904)
- Prozercon rafalskii Blaszak, 1971
- Prozercon satapliae Petrova, 1977
- Prozercon similis Balan, 1992
- Prozercon tellecheai Moraza, 1990
- Prozercon traegardhi (Halbert, 1923)
- Prozercon traegardhisimilis Solomon, 1984
- Prozercon turcicus Urhan & Ayyildiz, 1996
- Prozercon ukrainicus Balan, 1991
- Prozercon umidicola Urhan, 2002
- Prozercon usheri Blaszak, 1985
- Prozercon yavuzi Urhan, 1998